# Тізенгаузен Василь Карлович

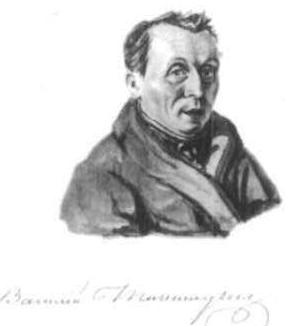
Тізенгаузен Василь Карлович. 1828 рік. Акварель Бестужева.

Барон Василь (Вільгельм-Сигізмунд фон) Карлович Тізенгаузен (нар. 1779 або 1780 — пом. 25 жовтня 1857, Нарва) — полковник, командир Полтавського піхотного полку. Учасник російсько-шведської війни 1808—1809, російсько-турецької війни в 1810—1811 роках, Вітчизняної війни 1812 і закордонних походів російської армії.

## Біографія
З дворян Ліфляндської губернії. Лютеранин. Батько — титулярний радник Карл Іванович Тізенгаузен, в 1809 році ушицький городничий в Подільській губернії, мати — уроджена Науендорф. Виховувався в Першому кадетському корпусі (1789—1799), звідки випущений підпоручиком в 3-й єгерський полк. В 1810—1811 роках брав участь у бойових діях під час російсько-турецької війни при Сілістри, Рущуку. У 1814—1815 ад'ютант при генерал-квартирмейстері І. І. Дибичі. Полковник — з 30 серпня 1815 року. Командир Смоленського піхотного полку — 18 червня 1816, звільнений від служби — 9 лютого 1817, знову прийнятий на службу і призначений командиром Полтавського піхотного полку — 4 листопада 1819 року.
Член Південного товариства з 1824 року.
Заарештований в ніч з 4 на 5 січня 1826 року в Бобруйську, доставлений в Петербург на головну гауптвахту, ув'язнений у Петропавловську фортецю 11 січня 1826 року.
Сам в таємне товариство нікого не прийняв. Прихильник республіканської форми правління, знав про зв'язки Південного товариства з польським патріотичним, якому було обіцяно відновлення королівства. Був присутній на нараді в Ліщині у Артамона Муравйова, де Муравйов пропонував зазіхнути на життя імператора. Знав про плани Південного товариства почати виступ в 1826 році, але стверджував що не поділяв злих намірів товариства. 
Засуджений за VII розрядом до каторжних робіт на 2 роки. Каторгу відбував в Читинському острозі (1827—1828). Перебував на поселенні в м. Сургут Тобольської губернії, Тобольську і Ялуторовську. У 1853 році дозволено повернутися на батьківщину в Нарву. За амністією 1856 року відновлений в колишніх правах.
Помер у Нарві.

## Нагороди
- Орден Святого Володимира 4 ступеня
- Орден Святої Анни 2 ступеня